# Татев, Иван Андреевич
Князь Иван Андреевич Татев (ум. после 1606) — рында, стольник, голова и воевода во времена правления Ивана IV Васильевича Грозного, Фёдора Ивановича, Бориса Годунова и Смутное время.
Представитель княжеского рода Татевы. Старший сын воеводы князя Андрея Ивановича Татева. Младшие братья — князья Фёдор, Юрий и Семён Андреевичи.

## Биография

### Служба Ивану Грозному
В 1577 году впервые упомянут, как дворянин из выбора. В 1580—1584 годах входил в Земский двор. В 1581 году на бракосочетании царя Ивана Грозного с Марией Фёдоровной Нагой третьим устилал бархат от церкви и до подклета. В 1583 году рында с государевым копьём. В этом же году упомянут стольником во время приёма в Москве английского посла Еремея Боуса.

### Служба Фёдору Ивановичу
В 1585—1599 годах московский дворянин. В 1587 году вместе с Шуйскими, Урусовыми, Колычевыми и другими представителями родовитой знати составил заговор с целью добиться развода царя Федора Ивановича и Ирины, сестры правителя Бориса Годунова, страдавшей бесплодием. Заговор был направлен против Бориса Годунова, которого считали слишком «худородным», чтобы управлять государством. Заговорщики, однако, были разоблачены и репрессированы, по формальному обвинению измене царю, сам князь Иван Андреевич Татев в 1587 году был сослан в Астрахань, хотя проведённое дознание ничего не нашло. В 1592 году показан в стольниках. В этом же году первый воевода в Болхове, откуда указано ему идти в сход с другими воеводами в Тулу и быть там воеводой Передового полка с князем Ноготковым. В 1593 году воевода в Орле. В марте 1594 года отправлен сходным воеводой Передового полка из Орла в Тулу, откуда переведён в Чернь и велено ему быть в сходе с князем Хилковым. В 1595 году воевода в Мценске, откуда отправлен сходным воеводой Сторожевого полка с князем Ноготковым. В 1596 году первый воевода в Новосиле. В мае 1597 года первый воевода Сторожевого полка в Крапивне для охранения от прихода крымцев.

### Служба Борису Годунову
В 1598 году упомянут на «государевой службе». В этом же году по «крымским вестям» голова и есаул в государевом походе к Серпухову, откуда в июне послан первым полковым воеводой в Мценск ожидать крымских посланников и проводить их за посад на дорогу, после чего возвратиться в Серпухов с выборными дворянами, детьми боярскими и стрельцами для встречи данных посланников. Имея царский приказ о безместии в данном походе, тем не менее местничал с князем Ромодановским, на что царь наложил резолюцию «до государева приговора». В этом же году воевода Передового полка в Дедилове.
В 1598—1599 годах — первый воевода сторожевого полка украинного разряда, стоявшего в Орле. В 1600 году — первый воевода в Ливнах и первый воевода сторожевого полка в Орле. Его заместителем и вторым воеводой был Богдан Иванович Полев. В 1601 году второй воевода Большого полка в Мценске. В 1603 году первый воевода в Чернигове, откуда с военным отрядом отправлен в этом же чине в Вязьму для поимки разбойников. В 1604-1605 годах— первый воевода в Чернигове, где был предан жителями, арестован и передан Лжедмитрию I, после чего перешёл на его службу.

### Служба Лжедмитрию I
Изменил присяге на верность Борису Годунову и перешел на сторону Лжедмитрия I, хотя незадолго до этого распространял грамоты, где доказывал, что новоявленный «царевич Дмитрий» не кто иной, как чудовский монах Григорий Отрепьев. После сдачи города Лжедмитрию I, сопровождал самозванца в его походах. После поражения под Стародубом в битве при Добрыничах, Лжедмитрий бежал в Путивль, куда за ним последовал и князь Иван Андреевич. Из Путивля по поручению Лжедмитрия ездил к польскому королю и великому князю литовскому Сигизмунду III Вазе, прося у него военной помощи.
В мае 1606 года присутствовал в Москве на свадьбе Лжедмитрия с Мариной Юрьевной Мнишек, в сенях встречая польско-литовское посольство, присланное Сигизмундом III на это торжество. После низложения самозванца и его убийства, Татев заметной роли в политической жизни уже не играл и в разрядных книгах не показан.
По родословной росписи показан бездетным.
Жена: Анастасия Михайловна № — умерла (14 апреля 1603), погребена в Троице-Сергиевом монастыре.